# The Beach Boys/Unveröffentlichte und Bootleg-Aufnahmen

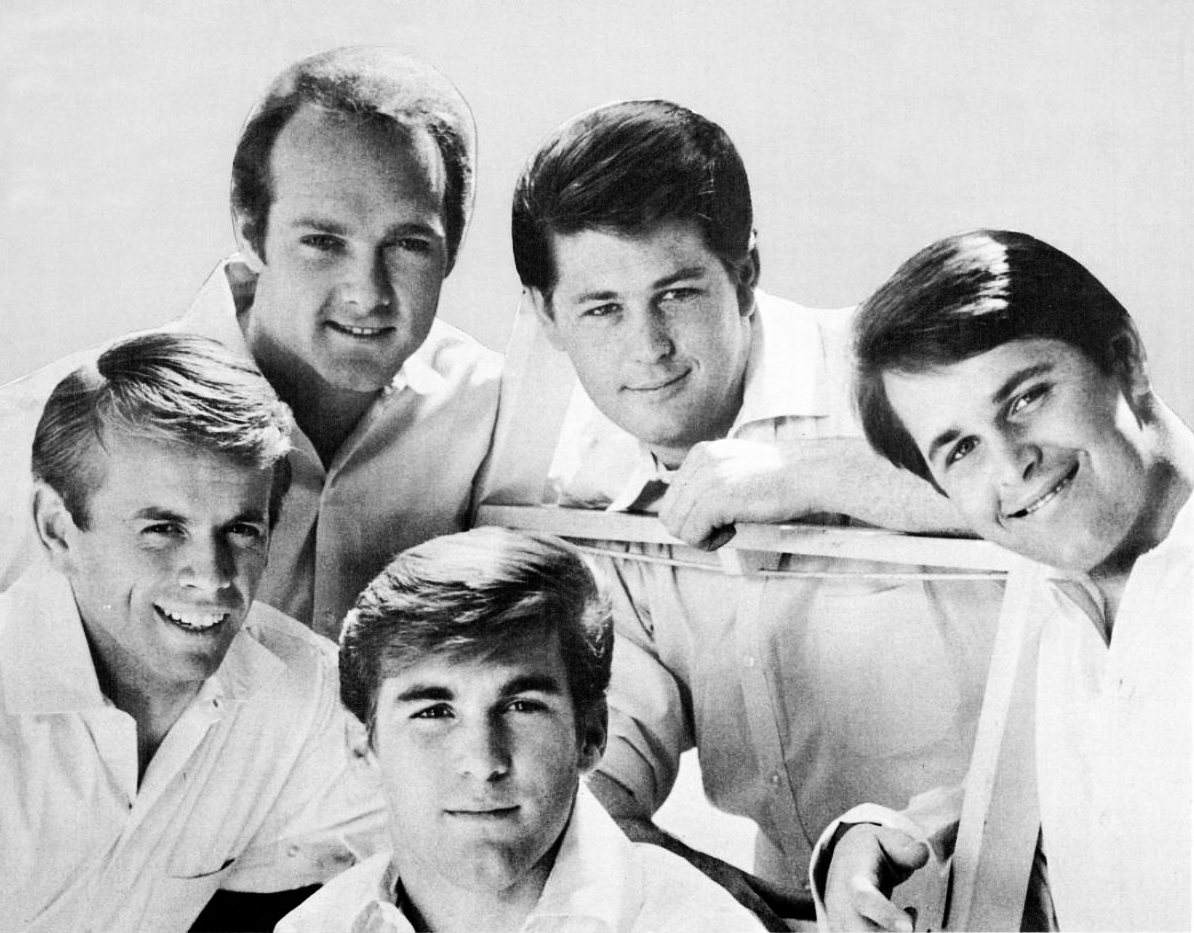
The Beach Boys 1965

Viele Aufnahmen und Auftritte der Beach Boys haben ein gewisses Maß an öffentlicher Verbreitung erreicht, ohne als legale Veröffentlichung erhältlich zu sein, und mehrere Alben der Band oder ihrer einzelnen Mitglieder wurden vollständig oder fast vollständig fertiggestellt, bevor sie auf Eis gelegt, verworfen oder als völlig neues Projekt überarbeitet wurden. Seit den frühen 1980er Jahren wurden zahlreiche Raritäten-Zusammenstellungen und Album-Neuauflagen mit Studio-Outtakes als Bonustracks veröffentlicht.
Bootleg-Aufnahmen stammen aus einer Vielzahl von Quellen, darunter Rundfunkaufnahmen, Mitschnitte von Live-Shows, Testplatten, privat vertriebene Kopien von Demos und heimlich kopierte Studioaufnahmen. Einige Aufnahmen haben nie eine große öffentliche Verbreitung erfahren. Bei anderen gibt es nur Gerüchte, dass sie existieren, sie wurden fälschlicherweise mit tangential verwandten Projekten in Verbindung gebracht oder sind noch nicht in den Händen von Archivaren oder Schallplattensammlern aufgetaucht. Dieser Artikel enthält allgemeines Raubkopiermaterial und unveröffentlichte (oder ehemals unveröffentlichte) Aufnahmen, von deren Existenz berichtet wird.
Einige der größten Quellen für Bootleg-Material der Beach Boys stammen aus den Pet Sounds und Smile Sessions; ihre Verbreitung im Untergrund führte schließlich zu den offiziell veröffentlichten Kompilationen Pet Sounds Sessions (1997) und The Smile Sessions (2011). Letztere wurde 2013 mit dem Grammy Award für das beste historische Album ausgezeichnet. 2011 wählte die Musikzeitschrift Uncut Smile zur Nummer eins der „größten Bootleg-Aufnahmen aller Zeiten“. Im Jahr 2003 nannte das Stylus Magazine die Beach-Boys-Alben Smile, Landlocked, Adult Child und Dennis Wilsons Bambu „A Lost Album Category Unto Themselves“ (Eine „Verlorene Alben-Kategorie für sich selbst“).

## Hintergrund

### Vermisste Tonbänder
Die Existenz der meisten Bandmaster der Beach Boys wurde dadurch ermöglicht, dass die Band die Kontrolle über ihr eigenes Material hatte. Normalerweise besaßen die Plattenfirmen zu dieser Zeit die Mehrspuraufnahmen und löschten sie, sobald ein endgültiges Master abgemischt war. Allerdings sind unzählige Original-Mehrspur-Master aufgrund verschiedener Umstände verloren gegangen. Einige, die derzeit vermisst werden, sind:
- Good Vibrations: Der letzte Multi-Track. Es wird vermutet, dass er kurz nach der Aufnahme in den CBS Columbia Studios zurückgelassen wurde.[2]
- Smile: Eine Halbzollspule, die möglicherweise auch in der Capitol-Records-Zentrale 1968 zurückgelassen oder zerstört wurde. Sie enthält die Mehrspuraufnahmen zu den Songs Wonderful, My Only Sunshine und Cabinessence.[2]
- Verschiedene Tracks, die seit den 1960er Jahren aufgenommen wurden, über die, außer den Songtiteln, kaum Informationen bekannt sind.[3][4]

### Entdeckungen
In den letzten Jahrzehnten wurden immer wieder verloren geglaubte Tonbandspulen wiederentdeckt.
- 1990 – CBS Columbia Studios lieferte eine Spule mit Bändern aus dem Jahr 1965, die vom Album Summer Days (And Summer Nights!!) stammten und als verloren galten.[2] Als das Studio geschlossen wurde, blieb eine große Anzahl von Bändern zurück. Zehn Jahre später wurden sie alle ohne Überprüfung des Inventars vernichtet.[2]
- 2009 – Der Beach-Boys-Biograf Jon Stebbins wird von einem Mann kontaktiert, der in Mittelkalifornien lebt und eine Kiste mit Mehrspurbändern besitzt, die vom Shut Down Vol. 2-Album stammen und seit Jahrzehnten verschollen waren.[2]
- 2010 – Achtundzwanzig Bänder, die 1980 aus den Archiven der Beach Boys und von Capitol gestohlen worden waren, wurden wiedergefunden; dazu gehörten die Original-Mehrspur-Master von Do It Again, We're Together Again, Adult Child und eine Version von California Feeling.[2]
- 2010er Jahre – Ein Piano-Demo von Surf's Up wurde versteckt in einer Rolle des Wild Honey-Tracks Country Air gefunden. Es wurde bald darauf auf The Smile Sessions (2011) aufgenommen.[5]
- 2013 – Es wurden Acetate ausgegraben, die den Titel I'm in Great Shape als Teil der geplanten Heroes and Villains-Single zeigten.[6][7] Vor der Veröffentlichung von Made in California (2013) wurde eine Spule mit Tonbändern von Live-Auftritten aus dem November 1964, die von der BBC übertragen wurden, wiedergefunden.[2]
- 2014 – Der Schriftsteller Brian Chidester berichtete, dass kürzlich weitere Aufnahmen von Brian Wilson aus den späten 1960er und frühen 1970er Jahren gefunden wurden.[4]

### 2012 Copyright-Erweiterung
Im Jahr 2012 wurde ein neues Urheberrechtsgesetz der Europäischen Union verabschiedet, das das Urheberrecht für Lieder auf 70 Jahre verlängert, allerdings nur für Aufnahmen, die innerhalb von 50 Jahren nach ihrer Entstehung veröffentlicht werden. Um zu verhindern, dass Aufnahmen von Künstlern aus den 1960er Jahren legal in die Public Domain gelangen, wurden viele neue Raritäten-Zusammenstellungen von Plattenfirmen herausgegeben. Für die Beach Boys begann dies mit der digital exklusiven Veröffentlichung The Big Beat 1963 (2013).

## Unveröffentlichte Alben

### Smile(1966–1967)
Smile ist ein unvollendetes Album, das 1967 aufgegeben wurde. Ein großer Teil der Aufnahmen wurde auf Good Vibrations: Thirty Years of the Beach Boys (1993) und The Smile Sessions (2011) veröffentlicht.

### Lei'd in Hawaii(1967)
Lei'd in Hawaii ist ein Live-Album, aufgenommen im August und September 1967. Im Jahr 2017 wurde das Album in die Kompilation 1967 – Sunshine Tomorrow aufgenommen.

### 1975 Beach Boys/Chicago Tournee Live-Album
1975 traten Chicago und die Beach Boys auf einer gemeinsamen Sommertournee auf. Diese Auftritte wurden für ein mögliches Live-Album aufgenommen, das jedoch nie zustande kam.

### Adult/Child(1977)
Adult/Child war der geplante Nachfolger von The Beach Boys Love You (1977).

### Summer's Gone(2011–12)
Summer's Gone war der ursprüngliche Titel des 2012 erschienenen Reunion-Albums That’s Why God Made the Radio, außerdem wurde eine Suite in Albumlänge zu diesem Thema geschrieben. Nur vier von fünf Titeln aus der letzten Hälfte der Suite wurden aufgenommen. Der fünfte war I'd Go Anywhere und hätte zwischen Strange World und From There to Back Again gepasst. Sowohl I'd Go Anywhere als auch die erste Hälfte der Suite blieben unvollständig. Der Produzent Joe Thomas hatte den Wunsch geäußert, die Suite fertigzustellen, die 1998 als Kassetten-Demos entstanden war, bevor Wilson 2008 wieder mit der Arbeit daran begann. Insgesamt 28 Songs wurden für das Album geschrieben und aufgenommen. 2013 wurde bekannt gegeben, dass Wilson an der Fertigstellung der thematischen Tracks (jetzt The Suite genannt) für ein neues Soloprojekt arbeitet.

## Anderes Material

### Landlocked(1970er Jahre)
Landlocked war ein Arbeitstitel für Surf's Up (1971) und Carl and the Passions – „So Tough“ (1972). Viele Bootlegs übernahmen später den Titel.

### Bedroom Tapes (1960er—1970er Jahre)
„Bedroom Tapes“ ist ein Oberbegriff für einen Großteil des unveröffentlichten Materials, das Brian Wilson in den späten 1960er bis frühen 1970er Jahren aufgenommen hat. Er wurde von dem Musikjournalisten Brian Chidester in einem Artikel von 2014 für die LA Weekly geprägt.

### Caribou Ranch Sessions (1974)
Mitte der 1970er Jahre nahmen die Beach Boys eine Fülle von unveröffentlichtem Material auf, das eigentlich für das Album 15 Big Ones (1976) vorgesehen war.

### Studio-Reunion und Paley-Sessions (1990er Jahre)
In den 1990er Jahren arbeitete Brian mit dem Multi-Instrumentalisten Andy Paley an einer Reihe von Aufnahmen, die für ein mögliches Album bestimmt waren, das eine gewisse Beteiligung der Beach Boys hätte beinhalten können.

## Solo Beach Boys und Nebenprojekte

### Charles Manson Sessions (1968)
Laut Charles Manson, dem später für die mehrere Morde verurteilten Musiker, nahm er in Brians Heimstudio an „einer ziemlich ordentlichen Session teil, bei der etwa zehn Songs aufgenommen wurden“. Bandmanager Nick Grillo gab an, dass etwa „hundert Stunden“ von Mansons Musik im Studio aufgenommen wurden. 1971 erzählte Mike Love dem Rolling Stone Magazin, dass die Band immer noch „mehrere 8-Spur-Bänder von Charlie und den Mädchen, die Dennis mitgeschnitten hat“ besitze. In Vincent Bugliosis 1974 erschienenem Buch Helter Skelter berichtete er, dass Dennis behauptete, die Bänder zerstört zu haben, „weil die mit ihnen verbundenen Schwingungen nicht auf diese Erde gehören“.
Während die Gruppe bestritt, dass Bänder dieser Sessions existieren – mit Koproduktionen von Carl und Brian (und nicht Dennis, wie oft behauptet wurde) – stimmte der Tontechniker Stephen Desper zu, dass sie existieren, und glaubte zu der Zeit, dass Mansons Material „ziemlich gut war… er hatte musikalisches Talent“. Bei den Aufnahmen handelte es sich nicht um Demos, wie oft angenommen wird, sondern um komplette Studioproduktionen von Songs, die später als Neuaufnahmen auf seinem Album Lie: The Love and Terror Cult (1970) erschienen sein könnten. Keith Badman gibt an, dass ein Durchlauf von Mansons Look at Your Game, Girl auf demselben Achtspurband aufgenommen wurde, das für die Auskopplung Well You Know I Knew aus dem 20/20-Album der Beach Boys verwendet wurde.
Der Musikhistoriker Andrew Doe hat geschrieben, dass die Chance, dass Mansons Aufnahmen offiziell veröffentlicht werden, „nicht den Hauch einer Chance“ hat. Im Jahr 2009 schrieb der Fotograf Ed Roach, ein Freund von Dennis, online, dass er „Zeuge war, wie Dennis in dem Jahr, in dem er starb, ein 2"-Masterband ins Meer warf; (glauben Sie mir, ich habe versucht, ihn aufzuhalten!) Ich weiß, dass es noch ein weiteres Band im Tresor gibt.“ Auf die Frage nach der Existenz dieser Bänder im Jahr 2021 lehnte der Brother Records Archivmanager Alan Boyd einen Kommentar ab.

### A World of Peace Must Come(1969)
A World of Peace Must Come ist ein Album des Dichters Stephen Kalinich, das im August und September 1969 von Brian Wilson produziert wurde. Es wurde offiziell am 6. Oktober 2008 veröffentlicht.

### FriendsRemake (1970er Jahre)
In den frühen 1970er Jahren schrieb Wilson einige Stücke des Friends-Albums um und nahm sie neu auf. Von den neu aufgenommenen Songs wurde nur das semi-instrumentale Passing By schließlich auf dem Kompilationsalbum Wake the World: The Friends Sessions im Jahr 2018 veröffentlicht wurde, mit dem bemerkenswerten Unterschied, dass der Text von Brian gesungen wurde.

### Cows in the Pasture(1970er Jahre)
Cows in the Pasture ist ein unvollendetes Country-&-Western-Album des Bandpromoters Fred Vail, das von Brian Wilson im April 1970 produziert wurde.

### Poops/Hubba Hubba(1970er Jahre)
Dennis’ unvollendetes Soloalbum aus den frühen 1970er Jahren, co-produziert mit Daryl Dragon.

### Bambu(1977–79)
Bambu ist ein unvollendetes Dennis Wilson-Soloalbum, das auf sein erstes, Pacific Ocean Blue (1977), hätte folgen sollen.

### Die „Cocaine Sessions“ (1982)
Die „Cocaine Sessions“ (oder „The Hamburger Sessions“) beziehen sich auf eine sporadische, gemeinsame Aufnahmesession zwischen Brian und Dennis Wilson im November 1982 im Heimstudio des Musikwissenschaftlers Garby Leon. Aufgenommen wurden die Songs Oh Yeah, Oh Lord, City Blues, You've Been, I Feel So Fine, Stevie und Heroes and Villains.

### The Wilson Project (1986–87)
„The Wilson Project“ bezieht sich auf Sessions, die zwischen Brian und Gary Usher von Juni 1986 bis Juli 1987 vor der Aufnahme von Brians erstem Soloalbum durchgeführt wurden. Der Name stammt aus dem Buch The Wilson Project von Stephen McParland, das auf Tagebüchern und Tonbandaufzeichnungen von Usher aus dieser Zeit basiert.

### Sweet Insanity(1991)
Sweet Insanity ist ein inoffizielles Soloalbum von Brian Wilson, das auf sein erstes folgen sollte.

## Bootlegs

### Vigotone
1993 veröffentlichte das Bootleg-Label Vigotone eine 2-CD-Edition von Smile (VT-110 &111), die eine „vollständige“ Version des Albums sowie weitere Outtakes enthielt. 1998 legte Vigotone mit Heroes and Vibrations (VT-163) eine vierzigminütige Produktion nach, die Arbeitsbänder von Good Vibrations und Heroes and Villains enthielt.

### Sea of Tunes
Ab 1997 veröffentlichte das in Luxemburg ansässige Bootleg-Label „Sea of Tunes“ (benannt nach dem ursprünglichen Verlag der Beach Boys) eine Reihe von CDs mit hochwertigen Outtakes, Session-Tracks und alternativen Aufnahmen aus der gesamten Karriere der Gruppe. Darunter befand sich ein Drei-CD-Set mit über drei Stunden an Sessions für Good Vibrations und mehrere Multi-CD-Sets, die eine beträchtliche Anzahl der Aufnahme-, Overdubbing- und Mix-Sessions für Smile enthielten. Diejenigen, die an der Veröffentlichung dieser Bootlegs beteiligt waren, wurden später von den Behörden festgenommen, und es wurde berichtet, dass fast 10.000 Discs beschlagnahmt wurden.

### Diskographie
Bereitgestellt von der Allmusic-Datenbank und Bret Wheadon.
- Unsurpassed Masters Vol. 1 (1962) The Alternate Surfin' Safari Album (1997)
- Unsurpassed Masters Vol. 2 (1963) The Alternate Surfin' USA Album (1997)
- Unsurpassed Masters Vol. 3 (1963) The Alternate Surfer Girl Album (1997)
- Unsurpassed Masters Vol. 4 (1963) Miscellaneous Trax (1997)
- The Beach Boys Live In Sacramento, 1964 (1997)
- The Beach Boys Live In Sacramento, 1964 Second Show! (1997)
- The Beach Boys Christmas Sessions (1997)
- Unsurpassed Masters Vol. 5 (1964) Miscellaneous Trax Vol. 2 (1998)
- Unsurpassed Masters Vol. 6 (1964) The Alternate "All Summer Long" Album (1998)
- Unsurpassed Masters Vol. 7 (1964) The Alternate "Today" Album, Vol. 1 (1998)
- Unsurpassed Masters Vol. 8 (1965) The Alternate "Today" Album, Vol. 2 (1998)
- Unsurpassed Masters Vol. 9 (1965) The Alternate "Summer Days (and Summer Nights!)" Album (1998)
- Unsurpassed Masters Vol. 10 (1965) The Alternate "Beach Boys Party!" Album (1998)
- Unsurpassed Masters Vol. 11 (1965) Miscellaneous Trax Vol. 3 (1998)
- Unsurpassed Masters Vol. 12 (1965) "Sloop John B" Sessions and Radio Spots (1998)
- Unsurpassed Masters Vol. 13 (1965-66) The Alternate "Pet Sound" Album, Vol. 1 (1998)
- Unsurpassed Masters Vol. 14 (1966) The Alternate "Pet Sound" Album, Vol. 2 (1998)
- The Live Box (1965–1968) The Complete Michigan Concert Tapes and More... (1998)
- Unsurpassed Masters Vol. 15 (1966) Good Vibrations (1999)
- Unsurpassed Masters Vol. 16 (1966–1967) Smile (1999)
- Unsurpassed Masters Vol. 17 (1966–1967) Smile Sessions (1999)
- Unsurpassed Masters Vol. 18 (1967) The Alternate "Smiley Smile" Album (1999)
- Unsurpassed Masters Vol. 19 (1967) The Alternate "Wild Honey" Album (1999)
- Unsurpassed Masters Vol. 20 (1968–69)  "Friends, 20/20 and Odds & Ends" (1999)
- Unsurpassed Masters Vol. 21 "Today/Summer Days (And Summer Nights!!)" [STEREO] (1999)
- In The Beginning/The Garage Tapes (2007)
- All This Is That (2007)